# La Belle Assemblée
La Belle Assemblée, de son nom complet La Belle Assemblée or, Bell's Court and Fashionable Magazine Addressed Particularly to the Ladies, est un magazine féminin britannique fondé par le patron de presse John Bell et paru de 1806 à 1837.
Ce magazine publia de nombreuses illustrations de mode de l'époque Regency mais également de la poésie, des romans publié en feuilletons, des essais portant sur la politique et les sciences, des recensions et critiques de livres, et ce, jusque dans les années 1820. 
Des auteurs comme Catherine Hutton et Mary Shelley contribuèrent à La Belle Assemblée.
Après 1837, La Belle Assemblée fusionna avec le Lady's Magazine and Museum et devint The Court Magazine and Monthly Critic.

Galerie
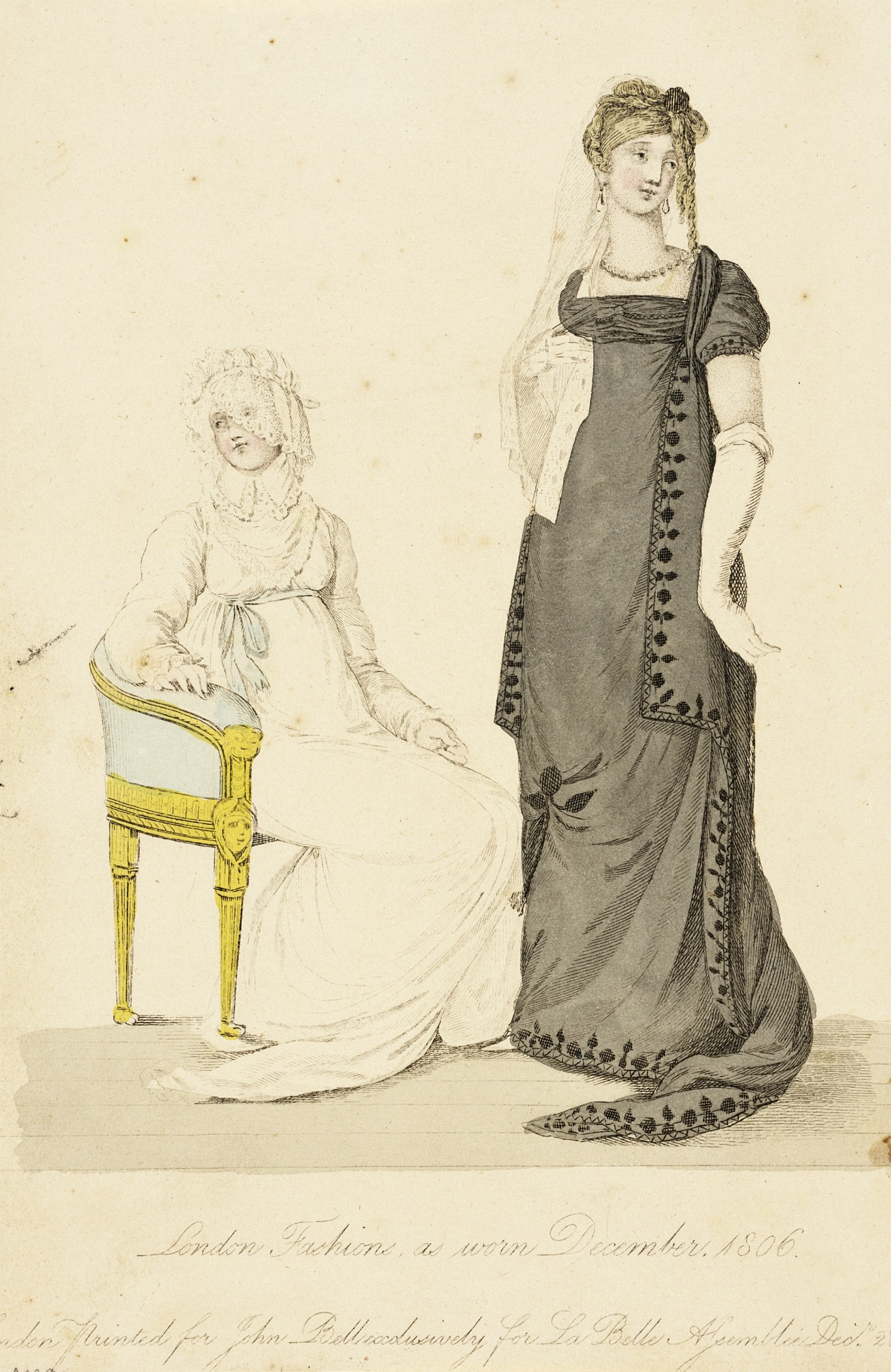
Illustration de 1806.
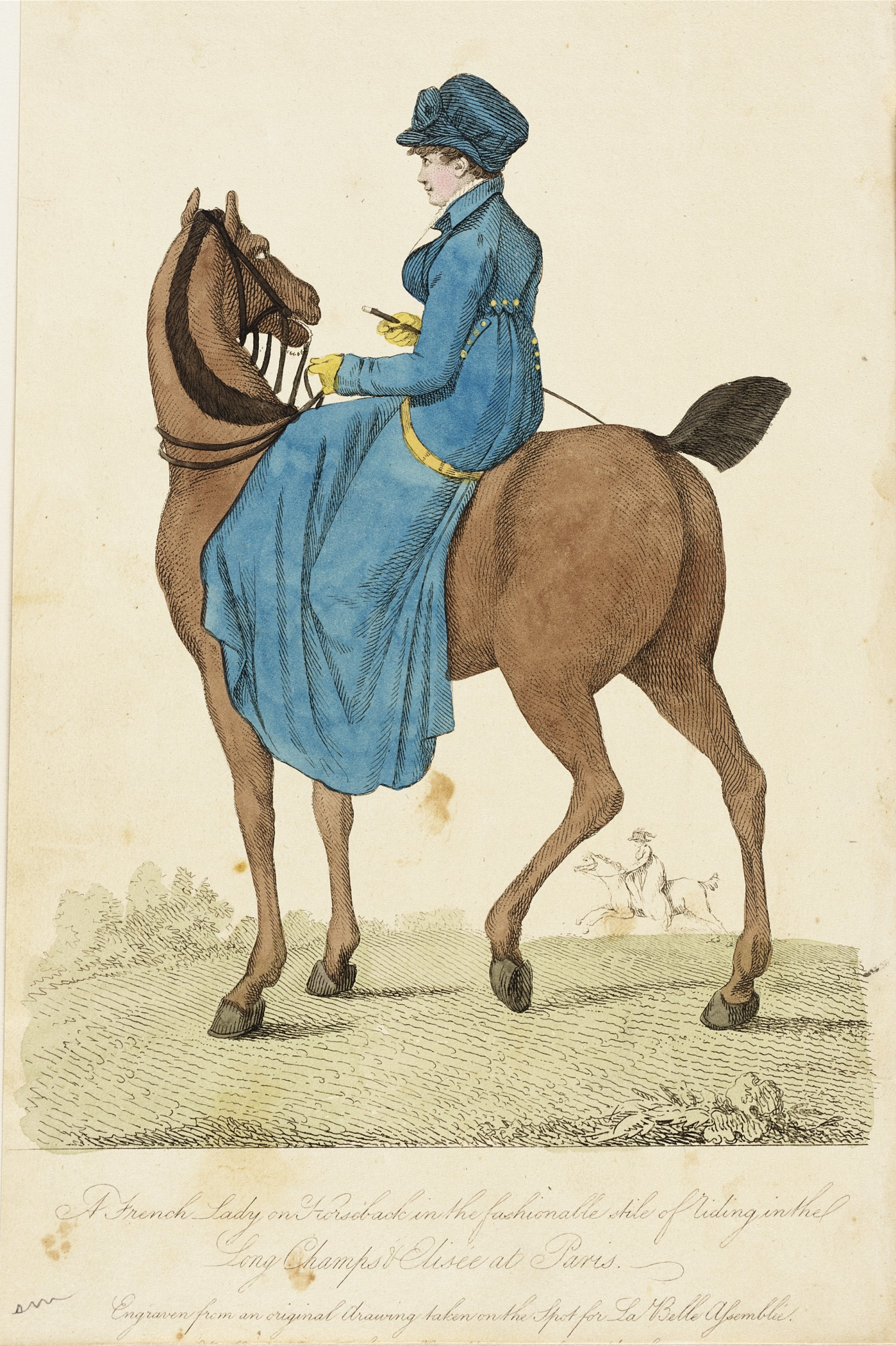
Illustration de 1807.
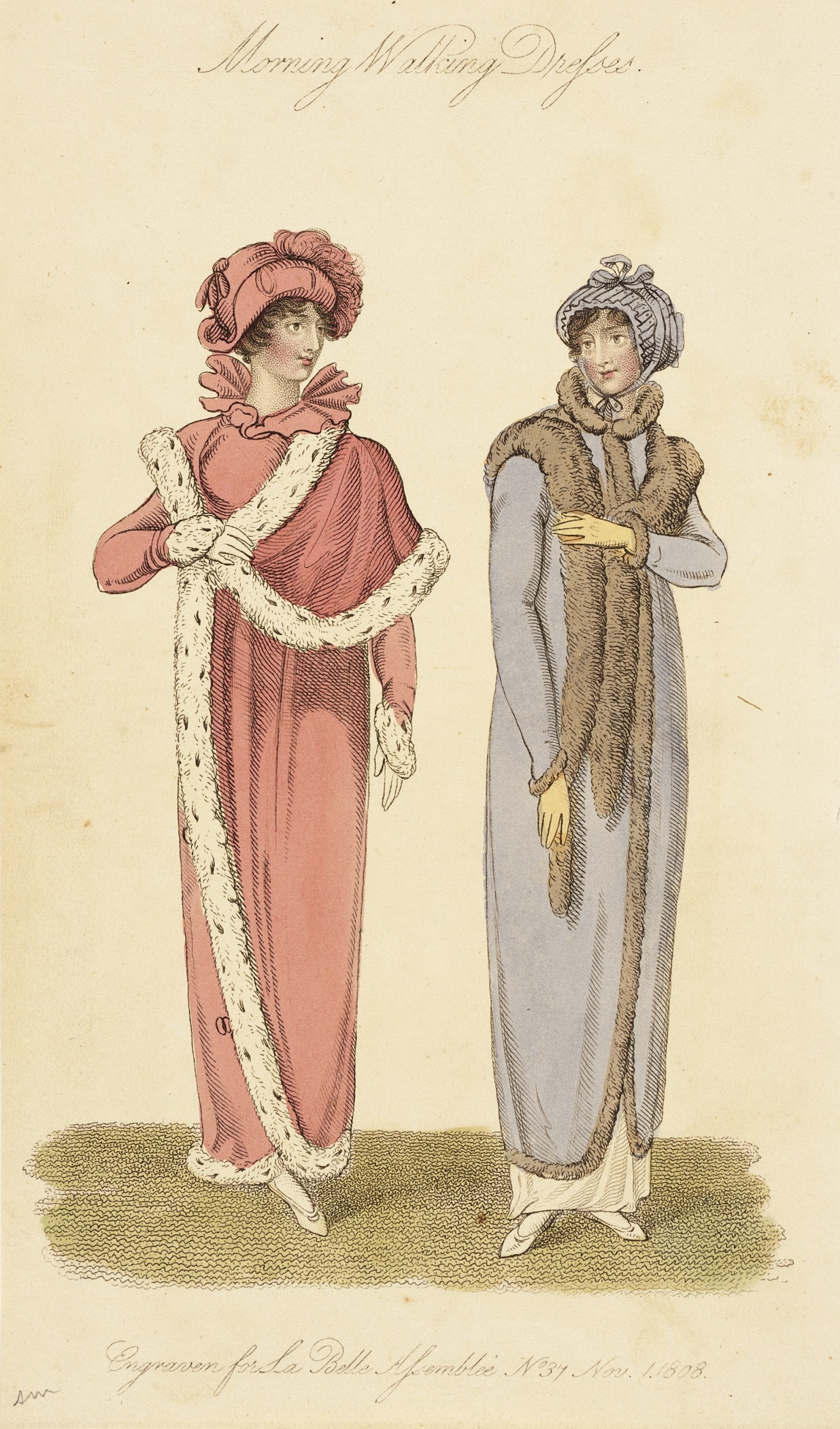
Illustration de 1808.
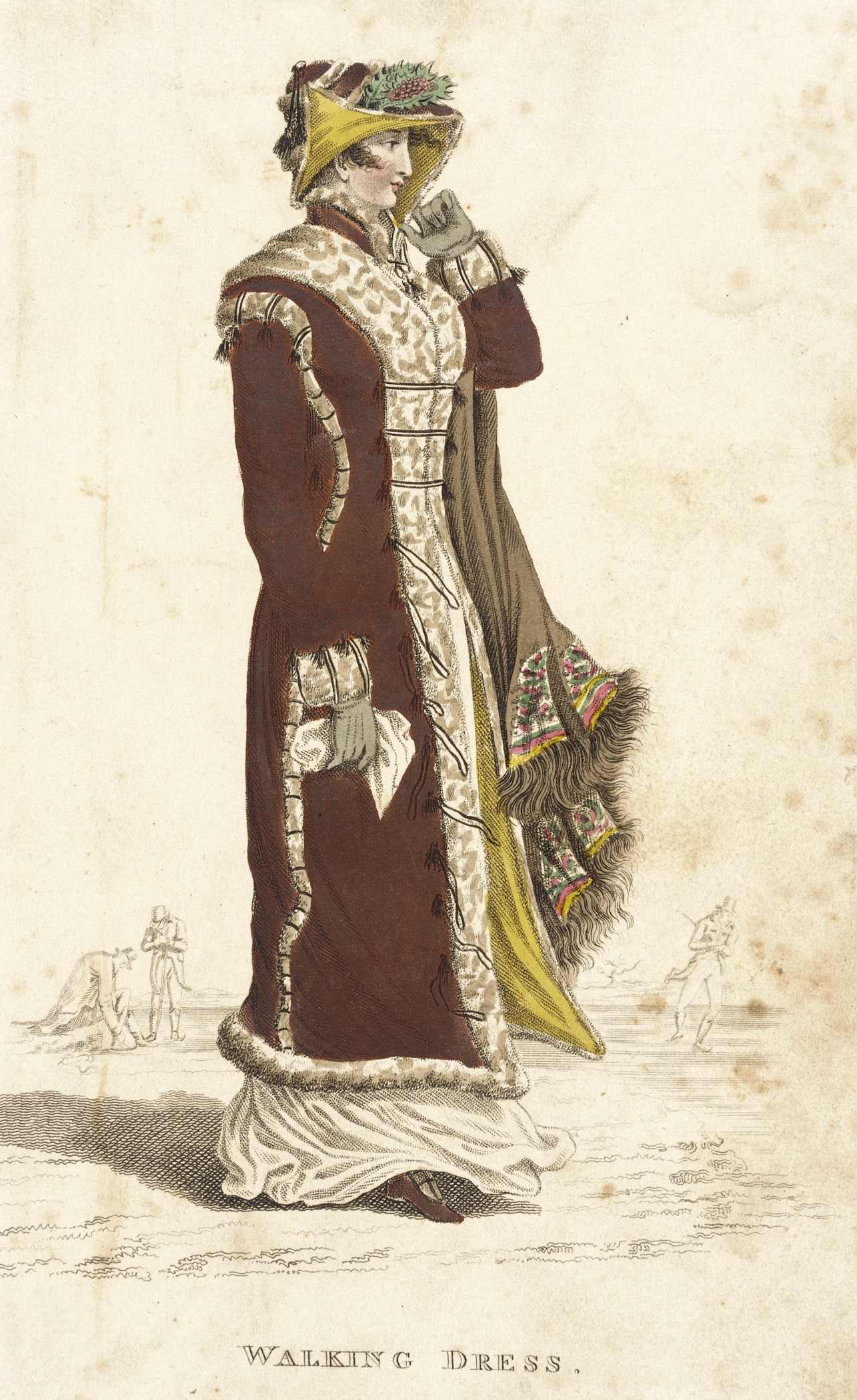
Illustration de 1812.
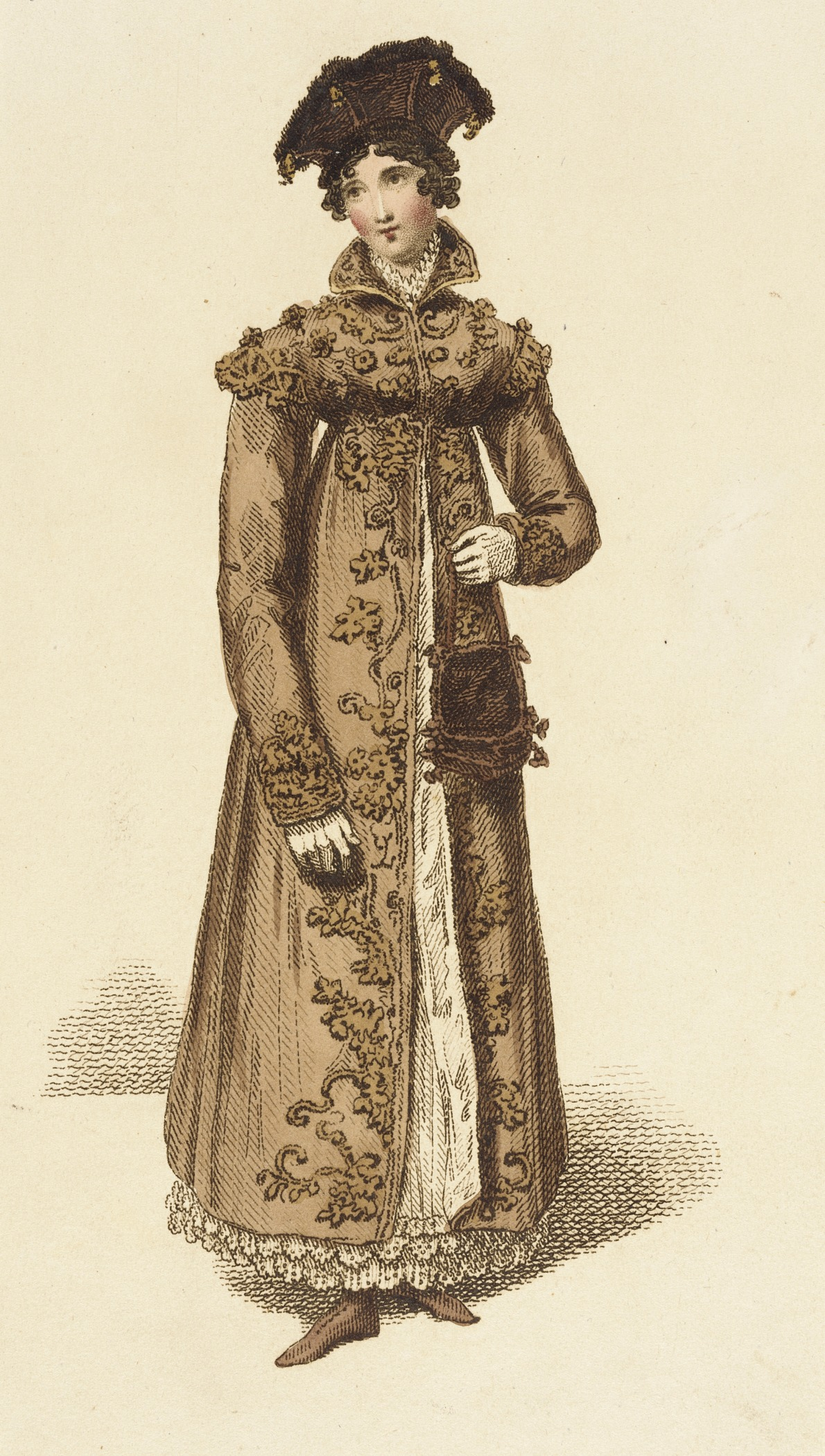
Illustration de 1815.